# مترولینک (کالیفرنیا)
مترولینک (انگلیسی: Metrolink) سیستم راه‌آهن حومه در جنوب کالیفرنیا، ایالات متحده آمریکا است.
این راه‌آهن که در سال ۱۹۹۲ تأسیس شده دارای ۷ خط، ۶۲ ایستگاه و ۸۵۹ کیلومتر طول است. مترولینک شهرستان‌های لس آنجلس، اورنج، ریورساید سن برناردینو، ونچورا و شهر اوشن ساید (شهرستان سن دیگو) سرویس‌دهی ریلی دارد.

## نگارخانه

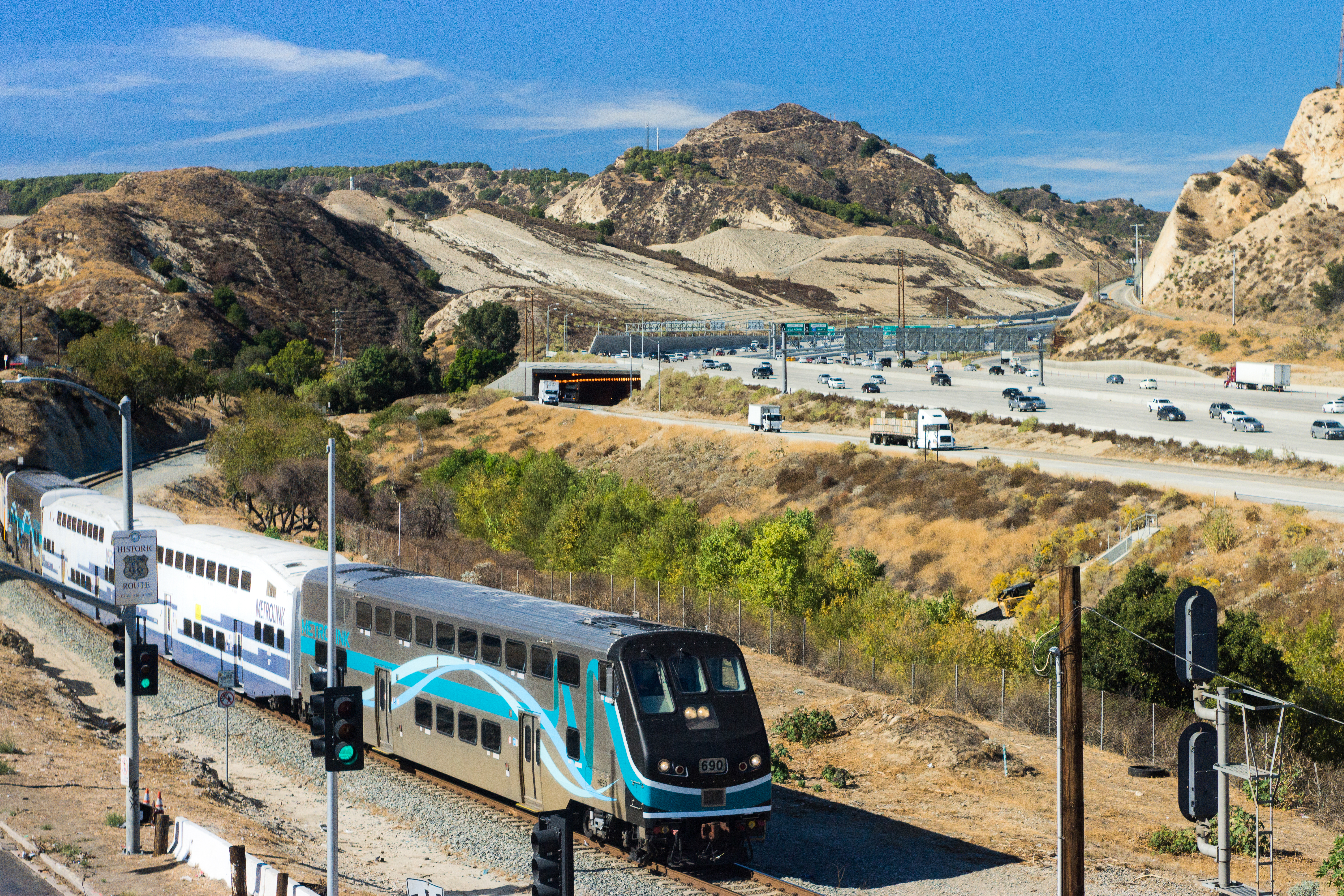
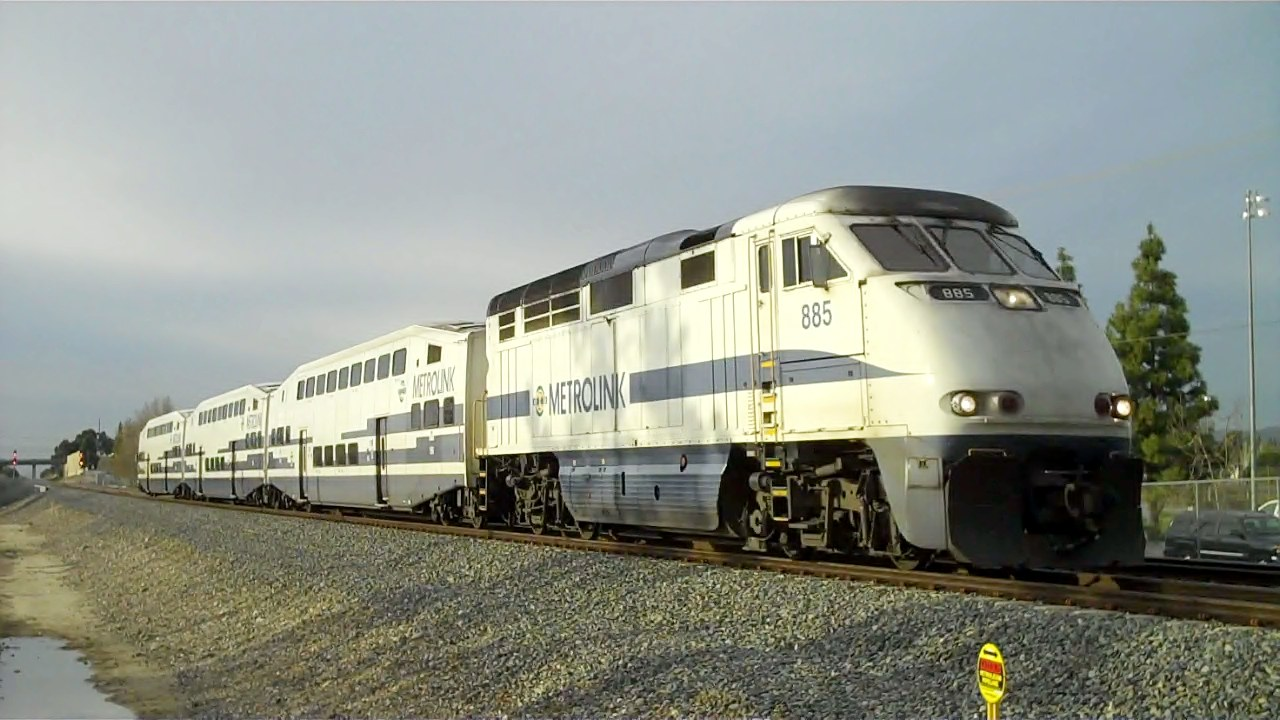
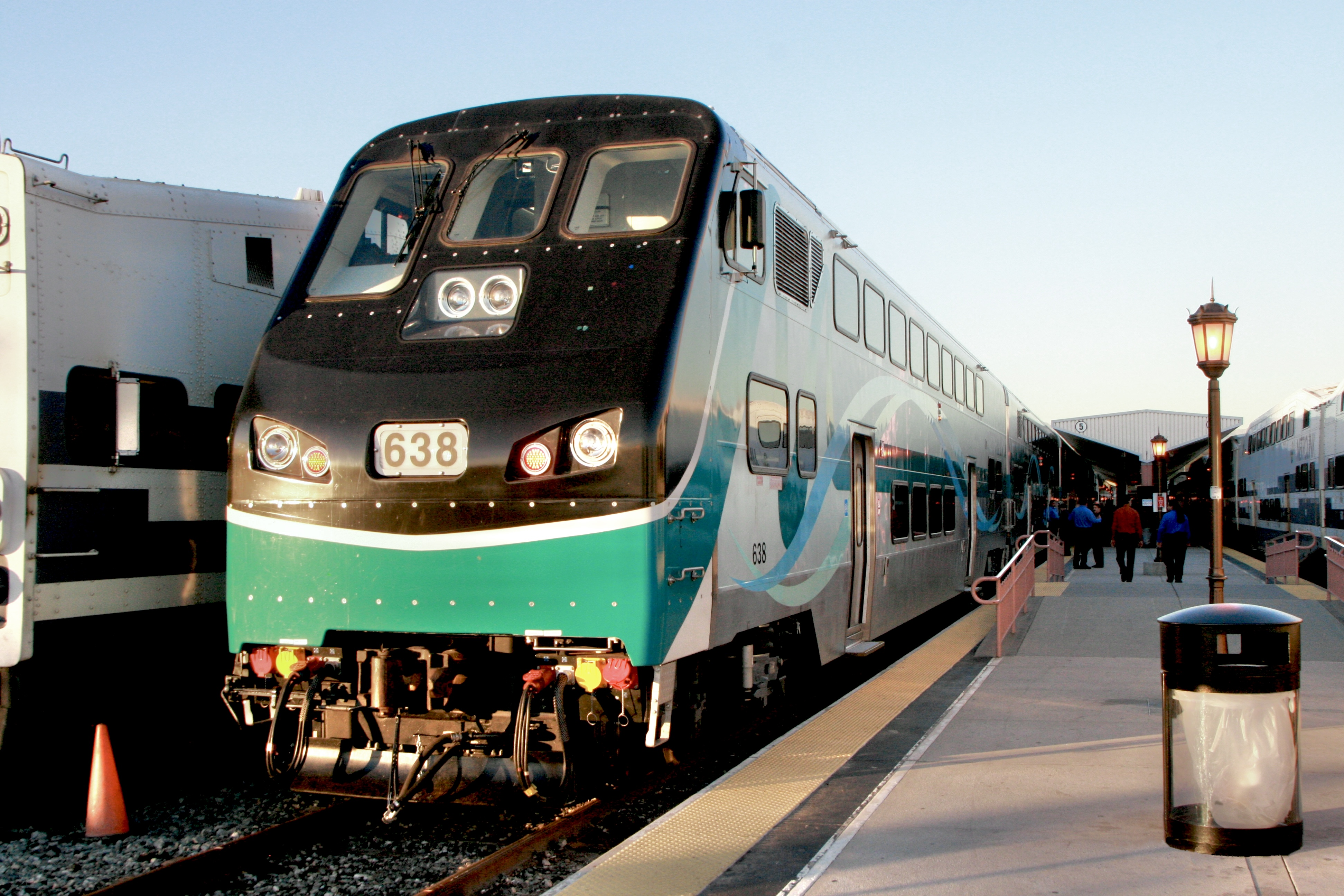
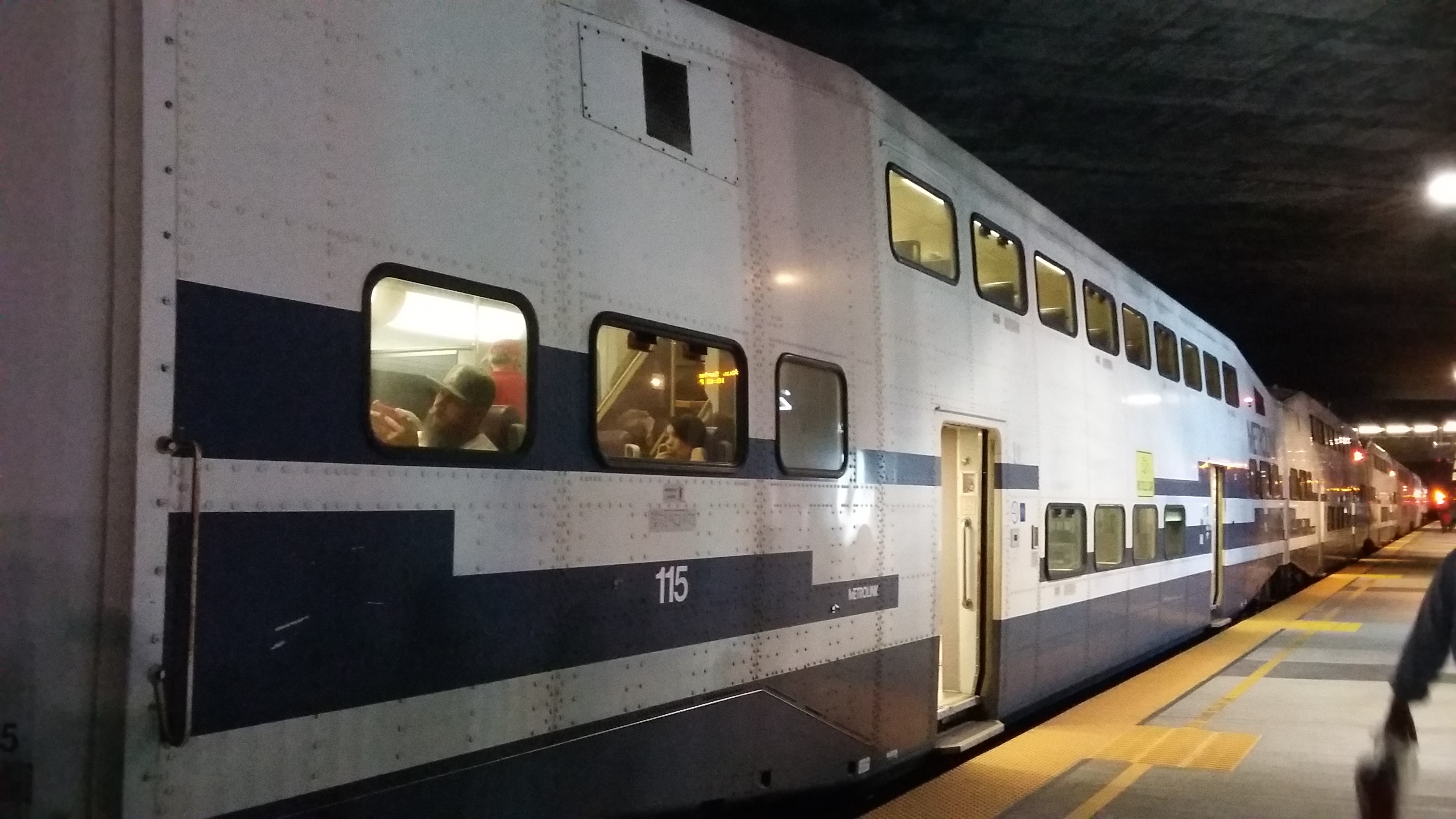